# Markiplier
Mark Edward Fischbach, mais conhecido como Markiplier (Honolulu, 28 de junho de 1989), é um youtuber, ator e comediante norte-americano.

## Biografia e carreira
Nascido numa Base Aérea Militar dos Estados Unidos no Havaí, Seu pai Cliffton, era um oficial militar alemão-americano que conheceu sua mãe coreana Sunok Frank enquanto estava na Coreia do Sul. Mark morava em Cincinnati, Ohio, quando iniciou seu canal, MarkiplierGAME. Atualmente, Fischbach vive em Los Angeles, Califórnia.
Seu canal é especializado em vídeos comentados sobre jogos eletrônicos, principalmente jogos independentes (indie games).
Em dezembro de 2016, seu canal possuía mais de 5 bilhões de visualizações e mais de 17 milhões de inscritos, fazendo do canal MarkiplierGAME o 23º maior canal do YouTube em número de inscritos.